# Барбадільйо-дель-Пес
Барбадільйо-дель-Пес (ісп. Barbadillo del Pez) — муніципалітет в Іспанії, у складі автономної спільноти Кастилія-і-Леон, у провінції Бургос. Населення — 82 особи (2010).
Муніципалітет розташований на відстані близько 190 км на північ від Мадрида, 45 км на південний схід від Бургоса.

## Демографія
Динаміка населення (INE ):